# Tamara Novikova
Tamara Novikova, född 6 juni 1932 i Irkutsk, Ryska SFSR, är en tidigare kvinnlig tävlingscyklist från Sovjetunionen.
Hon slog det kvinnliga världsrekordet i en timmes cykling den 7 juli 1955 när hon cyklade 38,473 kilometer. Hon slog därmed den italienska cyklisten Alfonsina Stradas resultat som hade stått sig i 26 år.
År 1958 slutade hon tvåa på kvinnornas världsmästerskap i linjelopp efter den luxemburgska cyklisten Elsy Jacobs.

## Meriter
- Timvärldsrekordet, 38,473 kilometer, 1955
- Världsmästerskapen - linjelopp, silver, 1958